# Shaker Heights
Shaker Heights es una ciudad ubicada en el condado de Cuyahoga en el estado estadounidense de Ohio, a poca distancia al sur del lago Erie. En el Censo de 2010 tenía una población de 28 448 habitantes y una densidad poblacional de 1736,85 personas por km². Aquí nació en 1925 el actor Paul Newman.

## Geografía
Shaker Heights se encuentra ubicada en las coordenadas 41°28′34″N 81°32′57″O / 41.47611, -81.54917. Según la Oficina del Censo de los Estados Unidos, Shaker Heights tiene una superficie total de 16.38 km², de la cual 16.27 km² corresponden a tierra firme y (0.66%) 0.11 km² es agua.

## Demografía
Según el censo de 2010, había 28.448 personas residiendo en Shaker Heights. La densidad de población era de 1.736,85 hab./km². De los 28448 habitantes, Shaker Heights estaba compuesto por el 54.96% blancos, el 37.07% eran afroamericanos, el 0.15% eran amerindios, el 4.59% eran asiáticos, el 0.01% eran isleños del Pacífico, el 0.57% eran de otras razas y el 2.65% pertenecían a dos o más razas. Del total de la población el 2.2% eran hispanos o latinos de cualquier raza.